# Залужжя (Кременецький район)
Залу́жжя — село в Україні, у Шумській міській громаді Кременецького району Тернопільської області. Розташоване на півночі району. Населення — 338 осіб (2018).
Село Залужжя знаходиться на північній околиці Подільської височини за 10 км від горбогірного Кременецького кряжу. Воно лежить на лівому схилі долини  невеликої річки Трибушівки. З усіх боків село оточують луки, від цього і походить його назва. Поверхня території погордована, розчленована кількома ярами та балками, абсолютні висоти змінюються від 235 до 290 метрів над рівнем моря. Клімат помірно-континентальний.

## Історія
Перша писемна згадка — 1513 року. Тоді селом володів Богуш Боговитин, підскарбій литовський. Пізніше належало до Марії Сімашкової, до Рохманівського ключа.
За переписом 1911 року велика земельна власність (690 десятин) належала до Автергофів. У селі був палац «Замок» власність війта Шумської гміни Єжи Альтергофа (Auterhoffa).
На початку ХХ століття третину населення с. Залужжя становили поляки. В 1943 році село було повністю спалене до останньої хати. Мешканці цього села шукали прихистку у родичів, які проживали у сусідніх селах, а поляки змушені були виїхати у місто Вроцлав (Польща). Ближче до зими селяни стали повертатися на свої місця, де жили раніше. Деякі з них стали будуватися, а дехто перезимовував у льохах.
За свідченням односельців-старожилів, на місці теперішньої школи до війни була красива двоповерхова школа. У ній навчалися діти українців та поляків, яких в селі було багато. 
На 1936 рік село входило до ґміни Шумськ Кременецького повіту.
1943 року село було спалене, у тому ж числі знищена школа. У післявоєнні роки діти ходили до школи в с. Рохманів, а в 1946 році було засновано школу, яка спочатку знаходилася у будинку жителя села. В 1954 році школу перенесено в новозбудоване приміщення, у якому вона знаходиться до цього часу.
Довгий період в одному приміщенні знаходилися школа, клуб, бібліотека та медпункт. Проте, для фельдшерсько-акушерського пункту пізніше побудували нове приміщення. Клуб та бібліотека були закриті, приміщення руйнувалося. У 2006 році розпочали роботи з капітального ремонту школи.
21 квітня 1989 року розпочали будівництво нової церкви (Церква Св. Апостолів Петра і Павла).
12 червня 2020 року, відповідно до розпорядження Кабінету Міністрів України № 724-р «Про визначення адміністративних центрів та затвердження територій територіальних громад Тернопільської області» село увійшло до складу Шумської міської громади.
19 липня 2020 року, в результаті адміністративно-територіальної реформи та ліквідації Шумського району, село увійшло до складу Кременецького району.

## Пам'ятки
Церква Святих Апостолів Петра і Павла (1993).

## Соціальна сфера
Діють загальноосвітня школа І ступеня, бібліотека, ФАП, магазин.

## Населення

### Мова
Розподіл населення за рідною мовою за даними перепису 2001 року:
| Мова       | Кількість | Відсоток |
| ---------- | --------- | -------- |
| українська | 319       | 99.69%   |
| російська  | 1         | 0.31%    |
| Усього     | 320       | 100%     |

## Відомі люди
У селі народився громадський діяч і господарник В. Попик.

## Галерея

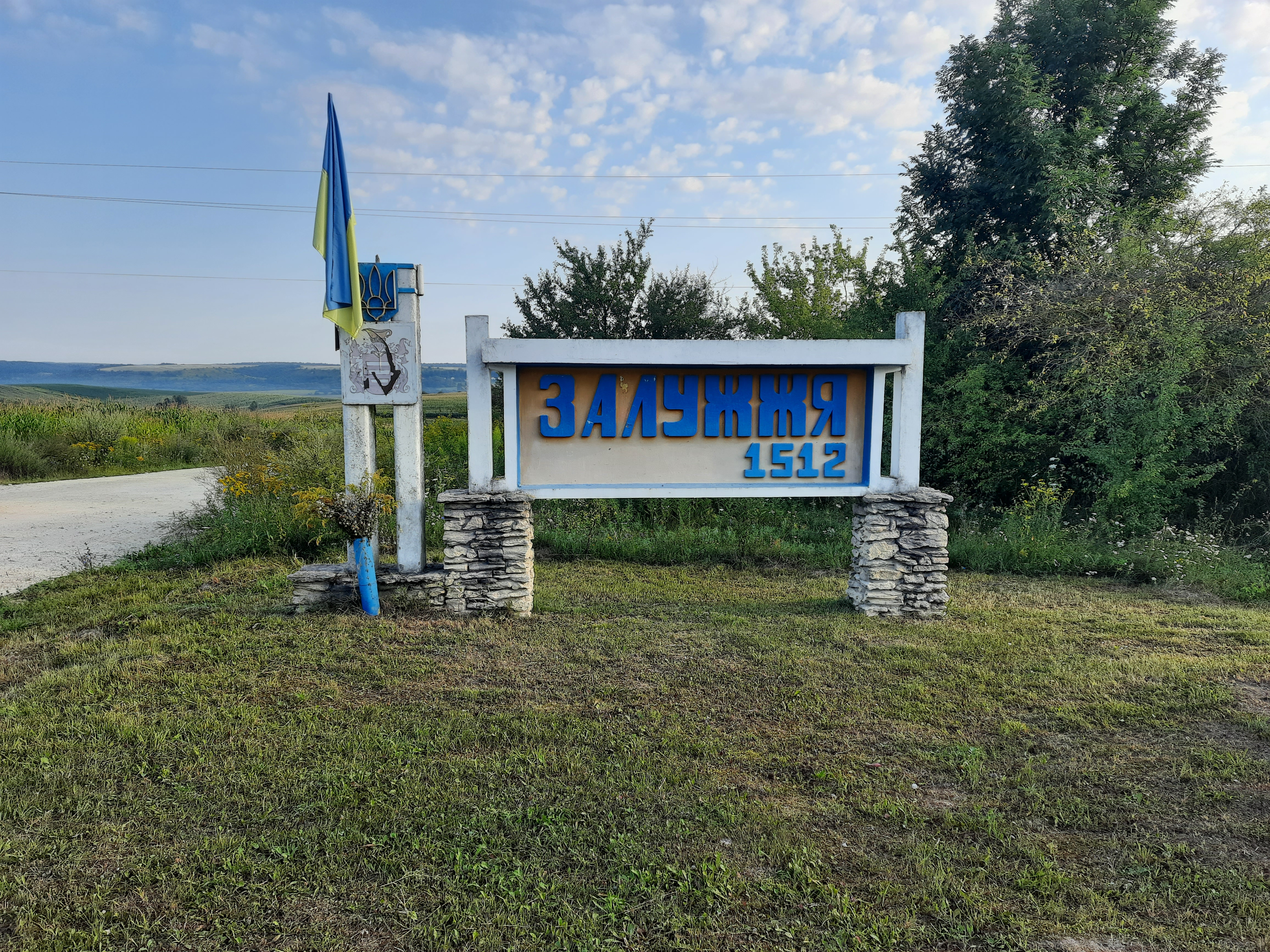
Знак при в'їзді в село
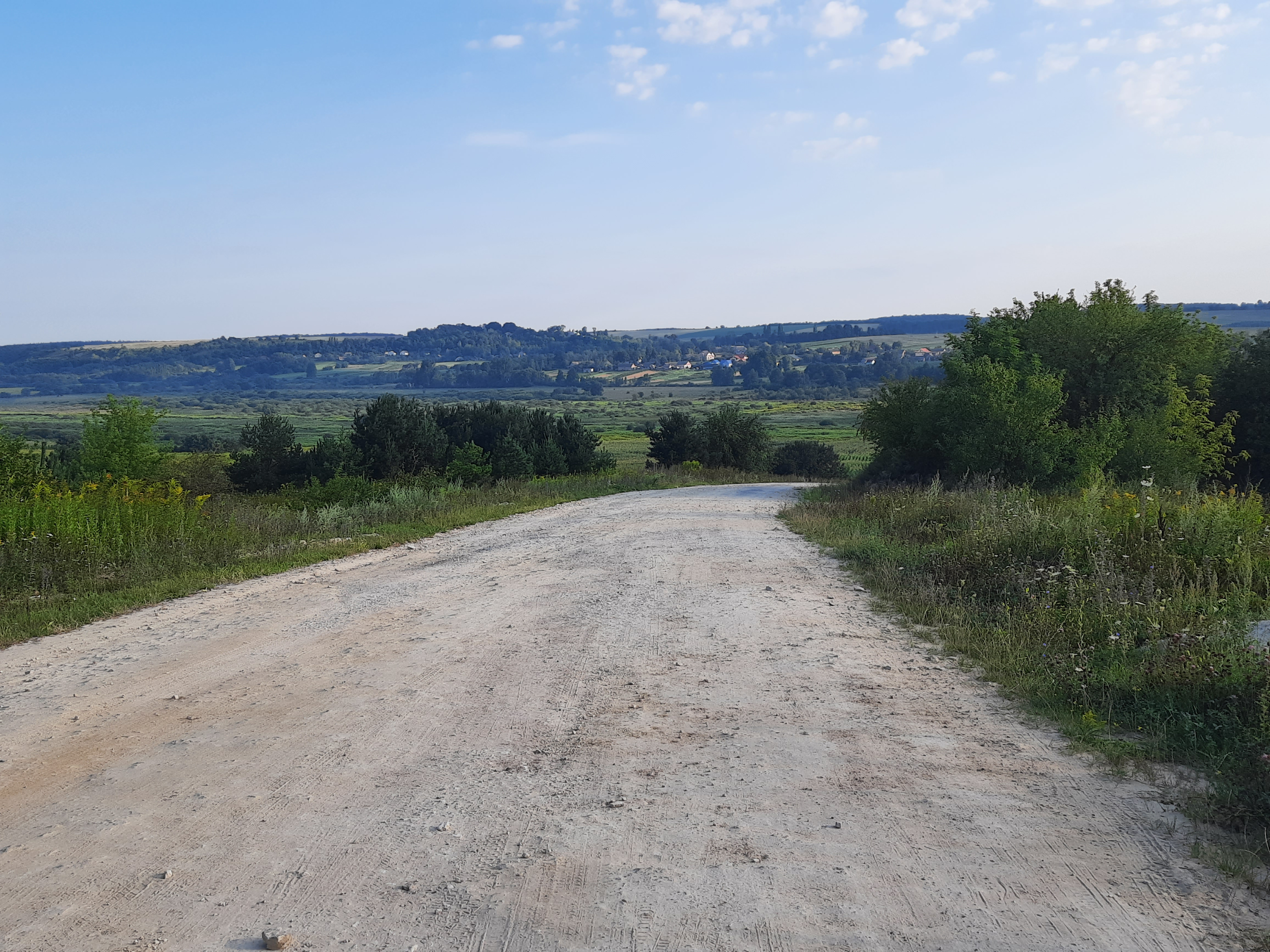
Дорога в село
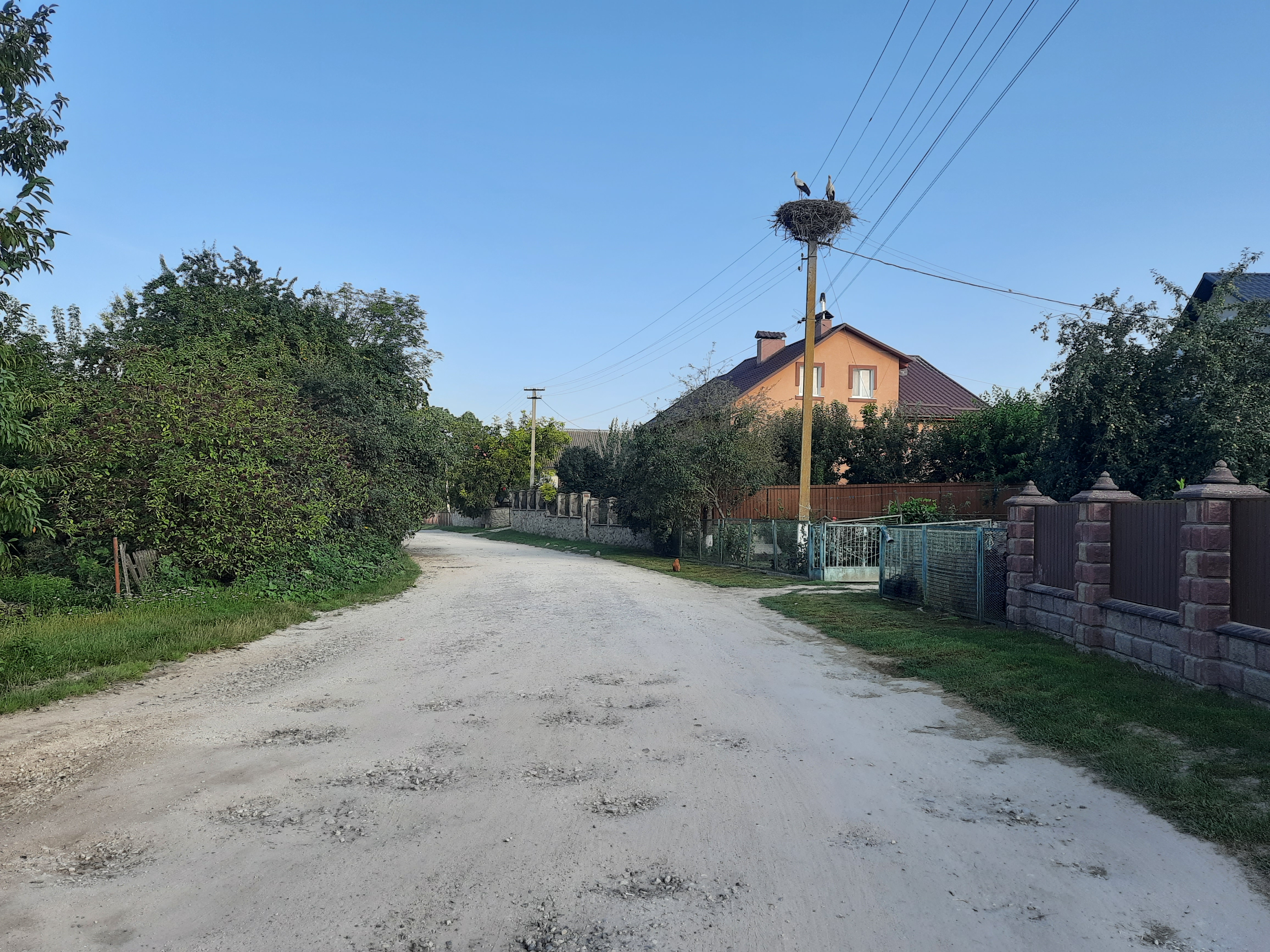
Сільська вулиця
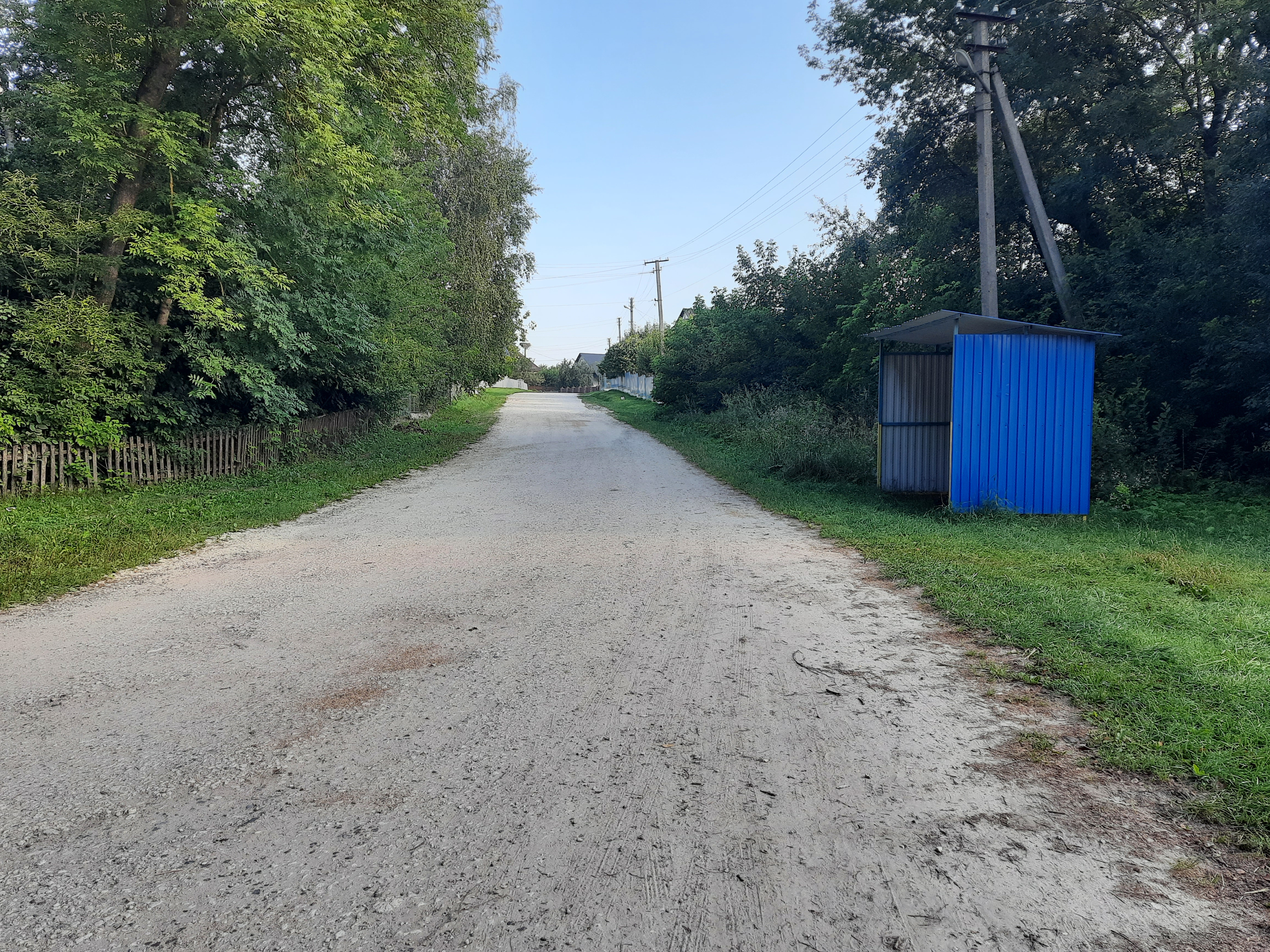
Автобусна зупинка
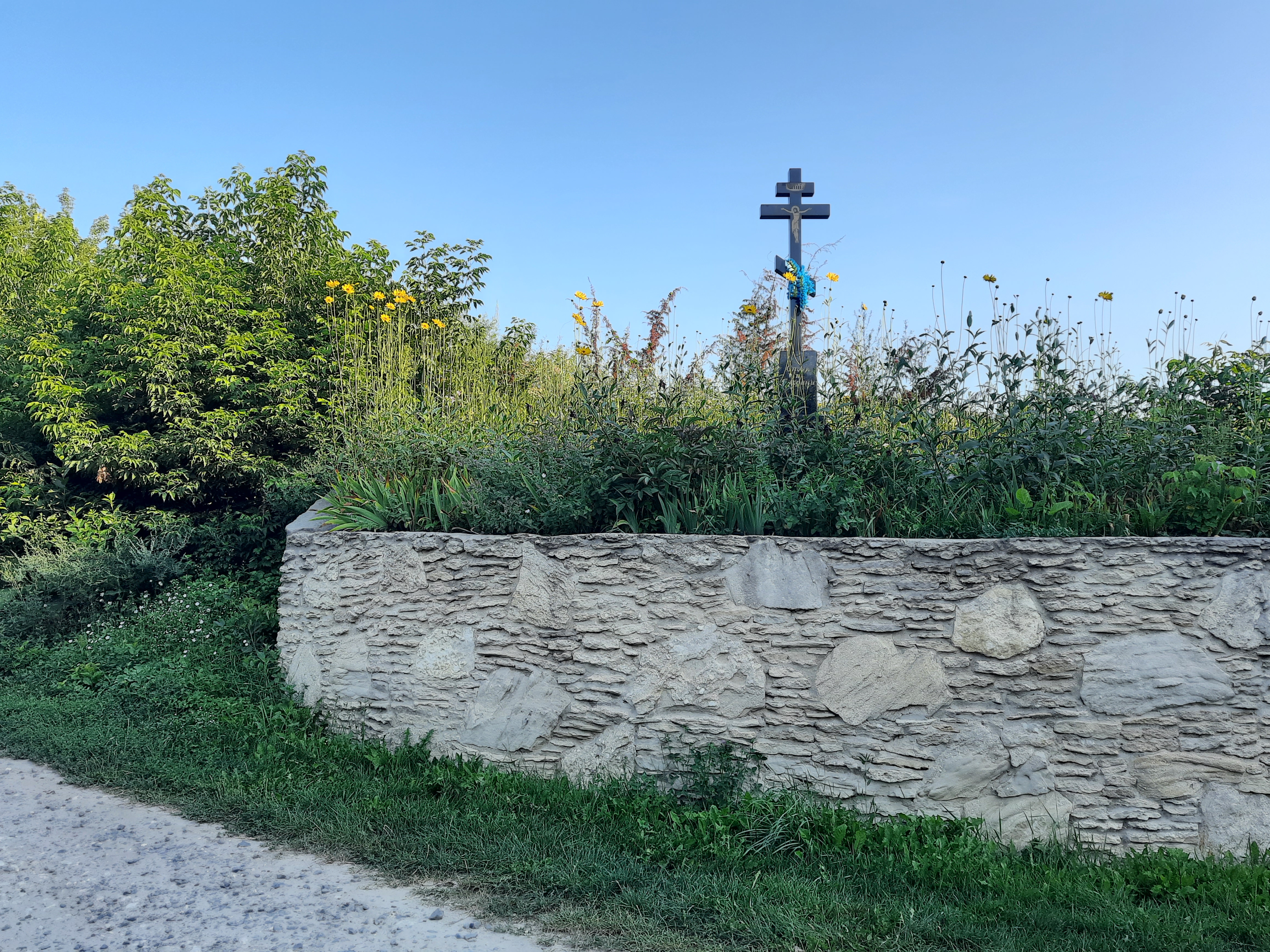
Пам'ятний хрест